# إلبيديو فيلامين
إلبيديو فيلامين (بالتاغالوغية: Yoyoy Villamin)‏ مواليد 7 نوفمبر 1958 في الفلبين، هو لاعب كرة سلة فلبيني سابق. بدأ مسيرته الاحترافية في سنة 1981. لعب في الرابطة الفلبينية لكرة السلة كلاعب وسط. مثّل منتخب بلاده. اعتزل اللعب في 2000.

## المسيرة الاحترافية
لعب مع ألاسكا أيسز من سنة 1987 إلى 1990، ثم لعب مع تي إن تي كاتروبا في موسم 1996–1997، ثم لعب مع سان ميغيل بيرمن في سنة 1998.